# Korsnes
Korsnes est une localité du comté de Nordland, en Norvège.

## Géographie
Administrativement, Korsnes fait partie de la kommune de Tysfjord.